# فعل (نمایش)
فعل  نمایشی است از محمّد رضایی راد که سال ۱۳۹۶ از سوی نشر بیدگل منتشر شده و در همین سال در سالن چهارسوی مجموعه تئاتر شهر اجرا شد.
داستان این نمایش‌نامه درباره معلم ادبیات حدوداً ۳۵ ساله‌ای  به نام فرهاد کاتب است که نظریه جدیدی در مورد تعریف و نقش فعل در دستور زبان دارد. او برای تدریس ادبیات وارد یک مدرسه دخترانه می‌شود، او تنها دبیر مرد این دبیرستان است و در نظام این مدرسه، ناخواسته موجب ایجاد زنجیره‌ای از روابط و آشفتگی‌ها می‌شود.